# Pelexia ghiesbreghtii
Pelexia ghiesbreghtii là một loài thực vật có hoa trong họ Lan. Loài này được Szlach., Mytnik & Rutk. mô tả khoa học đầu tiên năm 2004.